# Guilhermina Ernestina da Dinamarca
Guilhermina Ernestina da Dinamarca (em dinamarquês:  Vilhelmine Ernestine; Copenhaga, 20 de junho de 1650 — Castelo de Lichtenburg, 22 de abril de 1706) foi uma eleitora do Palatinado. Era uma das filhas do rei Frederico III da Dinamarca.

## Família
Guilhermina foi a terceira de cinco filhas do rei Frederico III da Dinamarca e da duquesa Sofia Amália de Brunsvique-Luneburgo. Entre os seus irmãos estavam o rei Cristiano V da Dinamarca, o príncipe Jorge da Dinamarca, marido da rainha Ana da Grã-Bretanha, e a princesa Ulrica Leonor da Dinamarca, esposa do rei Carlos XI da Suécia. Os seus avós paternos eram o rei Cristiano IV da Dinamarca e a marquesa Ana Catarina de Brandemburgo. Os seus avós maternos eram o duque Jorge de Brunsvique-Luneburgo e a condessa Ana Leonor de Hesse-Darmstadt.

## Casamento
A cunhada da sua mãe, a eleitora Sofia de Hanôver, arranjou o casamento entre Guilhermina e o seu sobrinho Carlos, o herdeiro do Palatinado. Ao contrário do que era costume na época, o casamento não se realizou por procuração, estando o noivo presente na cerimónia em Copenhaga no dia 20 de setembro de 1671. A 14 de agosto do ano seguinte, o casal partiu para Heidelberga na companhia de uma grande comitiva dinamarquesa. Guilhermina recebeu um avultado dote da Dinamarca, bem como as aldeias e castelos de Germersheim e Oppenheim da parte do seu sogro.
O casamento foi muito infeliz: Carlos tinha sido obrigado a casar-se pelo pai contra a sua vontade e não gostou da noiva desde o primeiro dia por causa da sua timidez e da sua aparência física. Há quem diga que a princesa fosse inválida fisicamente, algo que os distanciou ainda mais. Em 1677, a repulsa de Carlos pela sua noiva fez com que o seu pai considerasse seriamente um divórcio, mas os planos nunca chegaram até ao fim. O casal acabaria por não ter filhos.

## Reinado e viuvez
A 28 de agosto de 1680, Carlos tornou-se eleitor do Palatinado, passando Guilhermina a ser sua consorte. O reinado do seu marido foi marcado pela dependência que tinha pelos seus favoritos. Carlos morreu a 26 de maio de 1685, deixado Guilhermina viúva e livre para viver com a sua irmã mais velha, a princesa Ana Sofia, no Castelo de Lichtenburg na Saxónia.